# 天津滨海高新技术产业开发区
天津滨海高新技术产业开发区，规范简称“天津高新区”，也称“海泰”，创立于1988年，是天津滨海新区的重要组成部分（但各園區分佈於天津四周區域中，並非全部濱海）、中国首批国家级高新区，也是京津石高新技术产业带的重要组成部分。2014年，天津高新区正式获批成为天津国家自主创新示范区。总体规划面积97.96平方公里。
天津高新区的地标建筑、正在兴建的高银117大厦，位于华苑科技园海泰南北大街西侧，不過要注意的是不要與濱海新區搞混，該建築實際位在天津西青區的園區內，而非濱海區域。

## 历史沿革

### 名称沿革
天津滨海高新技术产业开发区，初名“天津市新技术产业园区”、也称“华苑新技术产业园区”，因其英文名称Tianjin Binhai Hi-tech Industrial Development Area中的“Hi-tech”谐音“海泰”，故效仿“泰达”的品牌模式，以“海泰”这一形象的名称作为区域的特定称谓。以此命名的还有天津海泰控股集团等，海泰控股集团对天津滨海高新区国有资产行使所有者职能。

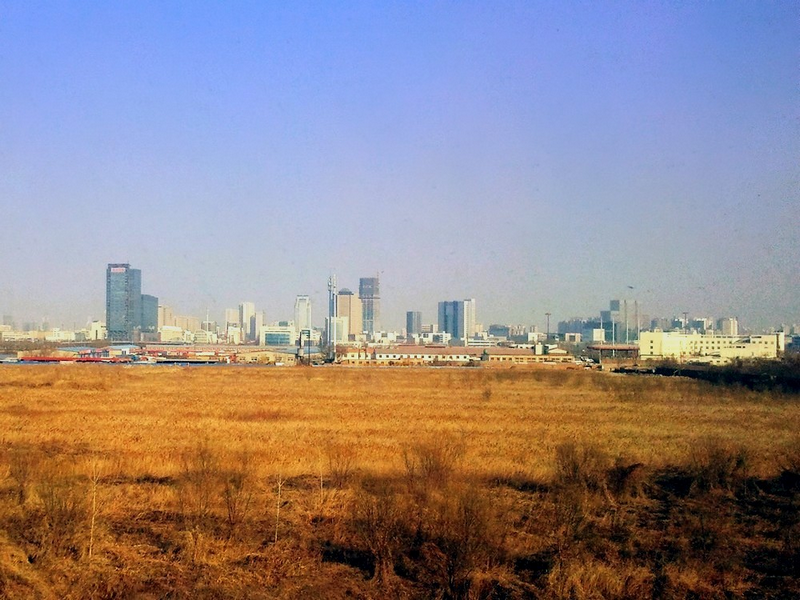
远眺冬季的华苑产业园区

### 发展历程

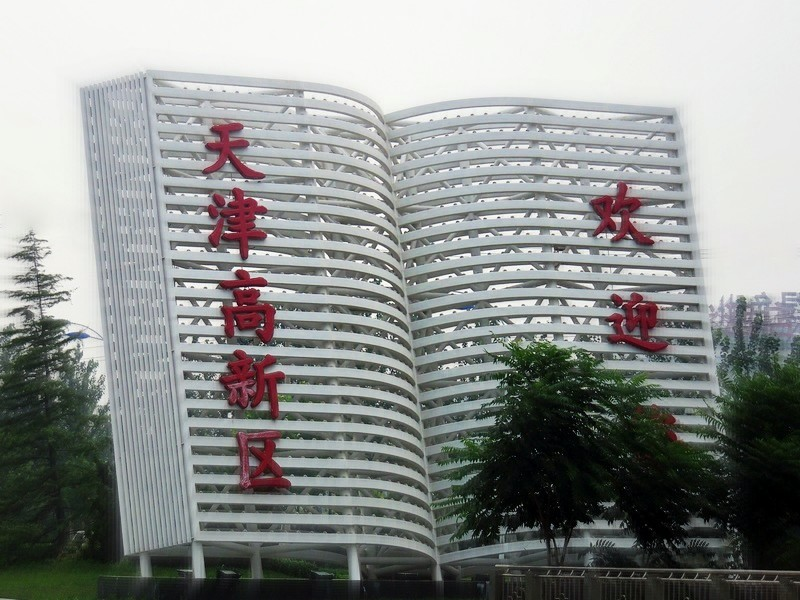
海泰环外园区标志牌

1988年，天津滨海高新区经中共天津市委、天津市人民政府批准建立，初名“天津市高新技术产业园区”。1991年，天津高新区获得国务院批准成为首批国家级高新技术产业开发区。2001年，天津高新技术产业开发区被科技部评为“国家先进高新技术产业开发区”；
2005年，天津高新区被国家知识产权局批准为全国首家“国家知识产权试点园区”，核心园区华苑科技园被国家环保总局、科学技术部批准为创建ISO14000国家示范区；
2006年，天津滨海高新区的滨海科技园成为科技部和天津市共建的全国第一个国家高新区。2007年起，天津高新区开始筹备申报“新三板”扩容试点。2009年，天津滨海高新区成为科学技术部首批创新型科技园区建设试点单位。

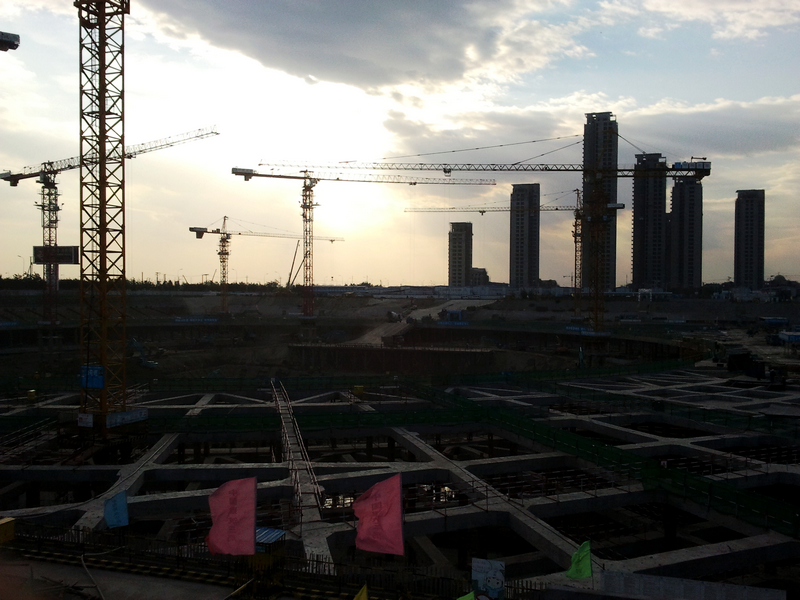
地标高银117大厦建设现场

2009年，经国务院批准“天津新技术产业园区”更名为“天津滨海高新技术产业开发区”。2012年8月4日，中国证监会宣布，经国务院批准天津滨海高新区成“新三板”首批扩容试点园区之一。
2015年2月26日，天津国家自主创新示范区成立，天津高新区为核心。

## 组成
天津高新区是由最初天津市高新区和滨海科技园两大系统合并而成。目前，园区共分为核心园区和政策区两部分。

### 核心园区
天津滨海高新区的核心园区的前身是华苑科技园和滨海科技园，目前核心区发展为天津滨海高新技术产业开发区华苑科技园、未来科技城南区(原滨海科技园)、未来科技城北区(原未来科技城拓展区)、天津滨海高新技术产业开发区塘沽海洋科技园。华苑产业园区是天津滨海高新区的最早的雏形，坐落在天津市中心城区西南部，总面积11.58平方公里，是天津市区内唯一成片开发的区域，其中外环线内园区面积2平方公里、外环线外园区面积为9.58平方公里。滨海科技园位于滨海新区的东丽湖、黄港湖之间。

### 政策区
除核心园区外，同时享有天津滨海高新区政策的产业园区还有南开科技园、北辰经济技术开发区、武清经济技术开发区。部分行政事务由所在行政区管辖。南开科技园零散分布于天津市南开区西北部，总面积为12.22平方公里。武清科技园位于天津市武清区，总面积32平方公里。